# Acacia galioides
Acacia galioides är en ärtväxtart som beskrevs av George Bentham. Acacia galioides ingår i släktet akacior, och familjen ärtväxter.

## Underarter
Arten delas in i följande underarter:
- A. g. galioides
- A. g. glabriflora